# Hans Renck
Hans Lorentz Renck, född 29 maj 1937 i Engelbrekts församling i Stockholm, död 26 oktober 2011 i Torekovs församling i Skåne län, var en svensk läkare och professor. 
Han var son till läkarna Lorentz Renck och Elin Wingqvist-Renck. 
Renck blev medicine kandidat vid Uppsala universitet 1958, medicine licentiat 1963, medicine doktor 1969, docent i anestesiologi med intensivvård 1969, visiting professor vid University of Miami i USA 1971–72, professor i anestesiologi universitetet i Tromsø 1975–78, läkare vid medicinska avdelningen Pharmacia AB 1979–82, överläkare vid Malmö allmänna sjukhus 1982, professor där från 1983.
Han var från 1966 gift med sjuksköterskan Marina Kylberg (1941–2019) och är far till Johan Renck (född 1966), även känd som Stakka Bo.